# Arquivo da Anna
O Acervo da Anna é um meta-buscador de shadow libraries on-line e sem fins lucrativos, fornecendo acesso a uma variedade de livros (também via IPFS). Criado por uma equipe de bibliotecários anônimos (referidos como Anna e/ou a equipe Pirate Library Mirror — PiLiMi), o arquivo foi lançado em resposta direta às medidas legais que levaram à interrupção do website da Z-Library em novembro de 2022.
Como tal, a equipe do Acervo da Anna afirma fornecer acesso de metadados aos materiais da Open Library, para ser um backup das bibliotecas sombra do Library Genesis, Sci-Hub e Z-Library, apresentando informações de ISBN, e não possuindo materiais protegidos por direitos autorais em seu site, pois apenas indexa metadados que já estão disponíveis publicamente. O Acervo da Anna observa que seu site, um projeto sem fins lucrativos, aceita doações para cobrir custos (hospedagem, nomes de domínio, desenvolvimento e relacionados). No entanto, além do recém-lançado site, muitas outras soluções alternativas para as recentes tentativas de derrubar o site Z-Library foram relatadas.

## Descrição
O Acervo da Anna observa que "a informação quer ser gratuita" e que os membros da equipe "acreditam fortemente no livre fluxo de informações e na preservação do conhecimento e da cultura". De acordo com o site, o Acervo da Anna ("motor de busca de bibliotecas sombra: livros, jornais, quadrinhos e revistas") é um "projeto que visa catalogar todos os livros existentes, agregando dados de várias fontes... E para acompanhar o progresso da humanidade para tornar todos esses livros facilmente disponíveis em formato digital, através de bibliotecas sombra." A equipe também observou: "Estamos no outro extremo do espectro [da Z-Library e afins]; tomando muito cuidado para não deixar rastros e tendo forte segurança operacional". De acordo com o site Anna's Archive: "Espalhe a palavra sobre Anna's Archive no Twitter, Reddit, Tiktok, Instagram, em seu café ou biblioteca local, ou onde quer que você vá! Não acreditamos em GateKeeping— se formos derrubados, simplesmente apareceremos em outro lugar, já que todo o nosso código e dados são totalmente de código aberto."
No entanto, além do recém-lançado site, muitas outras soluções alternativas para as recentes tentativas de derrubar o site Z-Library foram relatadas. Alguns desses supostos sites alternativos enviaram seus próprios pedidos incomuns de remoção, de acordo com reportagens da imprensa.
A principal funcionalidade do Acervo da Anna é a de um motor de busca para bibliotecas sombra. Ele indexa metadados, mas não hospeda diretamente os ficheiros. Em vez disso, fornece links para downloads externos disponibilizados por terceiros. O site também oferece downloads através do protocolo IPFS, embora os próprios operadores já não hospedem conteúdo IPFS. Os utilizadores podem realizar pesquisas por título, autor, DOI, ISBN ou MD5. A plataforma disponibiliza filtros de conteúdo, como tipo de conteúdo, tipo de ficheiro e fontes, e oferece opções de ordenação de resultados, incluindo por data (mais recente ou mais antiga) e tamanho (maior ou menor).
Os dados do Acervo da Anna são distribuídos em massa através de ficheiros torrent, visando garantir a resiliência contra a remoção do site. O projeto solicita ajuda para a partilha (seeding) de mais de 500 TB de dados para preservação a longo prazo. Através destes torrents, os utilizadores podem configurar um espelho completo do Acervo da Anna, utilizando o código fonte e os metadados disponibilizados.
O Acervo da Anna oferece acesso de alta velocidade à sua coleção completa através de SFTP para grupos que treinam modelos de linguagem grandes (LLMs), em troca de contribuições financeiras ou de dados significativas . Em janeiro de 2025, cerca de 30 empresas, principalmente sediadas na China, incluindo empresas de LLMs e corretores de dados, tinham este tipo de acesso. O projeto também se mostra disposto a trocar este acesso por coleções de alta qualidade que ainda não possua ou por enriquecimento de dados, como OCR, desduplicação e extração de texto e metadados.
A plataforma oferece adesões pagas com benefícios como velocidades de download mais rápidas e acesso ilimitado ao SciDB . Aceita doações através de vários métodos, incluindo criptomoedas, PayPal, Cash App, Revolut e cartões de crédito/débito. O projeto afirma que as taxas de adesão e as doações são utilizadas principalmente para a infraestrutura de servidores.
A ênfase na distribuição via torrent demonstra uma abordagem proativa para assegurar a longevidade do arquivo e a resistência à censura. Ao distribuir os dados por inúmeros nós, o Acervo da Anna torna significativamente mais difícil para as autoridades encerrarem completamente o acesso à informação.
A disponibilização de acesso de alta velocidade a empresas de LLMs revela uma potencial fonte de receita e uma jogada estratégica para aproveitar o vasto conjunto de dados do arquivo no crescente campo da inteligência artificial. Isto também levanta questões éticas sobre o uso de material potencialmente protegido por direitos de autor para fins comerciais, mesmo que o próprio Anna's Archive seja uma organização sem fins lucrativos.
O modelo de doações e os níveis de adesão sugerem uma tentativa de financiar as operações do projeto, mantendo um nível básico de acesso gratuito. Esta é uma estratégia comum para plataformas online que lidam com grandes quantidades de dados e tráfego, equilibrando o desejo de acesso aberto com as realidades financeiras da manutenção de tal serviço.

## Origens
O Pirate Library Mirror (PiLiMi) surgiu como uma iniciativa anônima com o propósito de espelhar bibliotecas sombra . Em setembro de 2022, o PiLiMi concluiu a cópia integral do Z-Library . O projeto reconheceu ter "deliberadamente violado a lei de direitos autorais na maioria dos países", com um foco inicial na preservação.
A admissão explícita de violação de direitos autorais por parte do PiLiMi sublinha os riscos legais inerentes e a natureza intencional das atividades do projeto. Esta declaração clarifica a compreensão do projeto em relação à lei de direitos autorais e a sua decisão consciente de a desrespeitar em prol da preservação.
O Acervo da Anna foi lançado por um membro do PiLiMi conhecido como "Anna" (Anna Archivist) poucos dias após as apreensões de domínios e as prisões relacionadas com o Z-Library em novembro de 2022 . Inicialmente, o site apresentava resultados do Z-Library e do Library Genesis.
A rápida transição do espelhamento do PiLiMi para a plataforma pesquisável do Acervo da Anna indica uma evolução estratégica, passando da pura preservação para uma acessibilidade mais ampla. A prisão dos operadores do Z-Library provavelmente motivou a mudança para um modelo de motor de busca que indexa metadados em vez de hospedar diretamente o conteúdo, oferecendo potencialmente um grau de proteção legal.

## Funcionamento
O Acervo da Anna é ilegal em diversos países, e depende de uma série de tecnologias para se manter funcionando. Inicialmente, a comunicação entre os websites era feita por WireGuard, mas foi mudado para SSH e em seguida a conexão foi feita diretamente através de servidores baratos com IPs filtrados pelo UFW. O pagamento é feito através de criptomoedas. As ferramentas usadas são as seguintes:
- Servidor de aplicação: Flask, MariaDB, ElasticSearch, Docker
- Servidor proxy: Varnish
- Servidor de manutenção: Ansible, Checkmk, UFW
- Desenvolvimento: GitLab, Weblate, Zulip
- Hospedagem estática onion: Tor, Nginx[40]

O código fonte do Anna's Archive é lançado no domínio público sob a licença CC0 . Os dados são distribuídos em massa através de ficheiros torrent  e são padronizados sob o formato personalizado Anna's Archive Containers (AAC) para lançamentos incrementais. 
A natureza de código aberto e o uso de torrents refletem um compromisso com a transparência e a resiliência, alinhando-se com o objetivo do projeto de preservação a longo prazo e acesso aberto. A disponibilização do código fonte permite o escrutínio e a contribuição da comunidade, enquanto os torrents garantem a disponibilidade dos dados mesmo que o site principal seja comprometido.